# Matt Lamb
Matt Lamb (7 de abril de 1932 - 18 de febrero de 2012) fue un pintor estadounidense.

## Vida
En 2001 el artista creó "Los Paraguas Lamb por la Paz" en respuesta a los atentados terroristas a las Torres Gemelas del 11 de septiembre de 2001. Creó un taller de 3 días en Washington D. C. para 38 niños quienes habían perdido a sus padres en el ataque, cada cual de ellos expresando sus sentimientos en maneras coloridas en los paraguas. El taller estuvo seguido por un desfile de los niños que llevaron sus paraguas, y los paraguas estuvieron mostrados en Capitol Cerro.
En 2003 el proyecto expandió a Europa, donde Los Paraguas de Lam para la paz estuvieron mostrados en la Eurocámara en Estrasburgo, en el alemán Bundestag y en las dos casas del Parlamento británico. Desde entonces en todo el mundo 300,000 niños pintaron paraguas para la paz.

En 2003 Matt Lamb creó su obra de arte más alta en la capilla de paz de la iglesia parroquial de St. Martin en Tünsdorf, Saarland, Alemania. "Mary, Reina de Paz" (Regina Pacis / Maria Friedenskönigin), es uno de los frescos más grandes en Europa con una superficie pintada de 120 m² y tiene una entrada en la Guía Michelin. Lamb dedicó la capilla a la madre de Dios, quien  considera la encarnación del amor y aceptación absoluta.

"La única cosa que traemos a esta capilla es nuestra oración, amor, tolerancia y aceptación. Esto es un sitio  de contemplación, renovación y amor. Dejamos aquí en este lugar nuestras ansiedades, miedos, prejuicios e intolerancia, y los arrojamos al inframundo. Roguemos al Espíritu Santo y a la Santísima Madre por cambiar nuestras vidas, por aceptar todo lo que se nos da y por ser hombres verdaderos del mensaje de Cristo 'Ámense los unos a los otros como yo los he amado."

@– Matt Lamb
Un Proyecto similar ha sido dado cuenta por Matt Lamb en 2007, cuándo pintó la Piscina, construido por el soviets, bajo el St. Petri Iglesia en San Petersburgo.
Lamb murió en Chicago el 18 de febrero de 2012 de pulmonar fibrosis a los 79 años.

## Obras
1994
Matt Lamb (Catálogo de Exposición) por Ingrid Fassbender
2000
"Justo 'un Buscando una Casa," por Michael D. Sala, Visión Cruda 31 (Verano 2000)
2005
Matt Lamb : El Arte de Éxito por Richard Speer 
2007
Matt Lamb por Alexander Borovsky
2010
Matt Lamb Ausstellung Berlina 2010 por Matt Lamb
2013
Matt Lamb : El Arte de Éxito Edición Revisada por Richard Speer

## Exposiciones
1996
Palais du Glace, Buenos Aires
Sixtie Capilla, Museo de Vaticano
2000
Catedral de Westminster de Proyecto de milenio, Londres
2003
Presentación de Paraguas de Cordero para Paz en la Eurocámara en Estrasburgo, en el alemán Bundestag en Berlín, im Casa de Señores und im Casa de Commons, Museo
de Picasso del Londres, Horta, España
2004
Centro Miró, Mont-roig, Catalonien
Museo irlandés, Irlanda
2007
Ermita, San Petersburgo de Museo ruso
Kleisthaus, Bundesministerium für Arbeit und Soziales, Berlín, Deutschland
Círculo Artístico Real, Barcelona, Spanien
Maricel Museo, Sitges, España
Pia Almoina, Barcelona, España
2013
Pakistán
Mar Muerto, Jordania
Impuesto alemán Payers Asociación Französische Berlín, Alemania
JW Marriott, Dubai
Varias ubicaciones por todas partes Cork, Irlanda que
Abre de la 1.ª Berlina (Alemania) daycare centro "Cordero Mate" de TWSD (Trägerwerk Soziale Dienste gGmbH)
Košice, Eslovaquia
2014
Mending Bromea Internacional Fundraiser en Casa de Blues LA, California, EE. UU.